# Julio César Triana Quintero
Julio César Triana Quintero (Gigante, 20 de noviembre de 1975) es un político y abogado colombiano. Es Representante a la Cámara por la circunscripción territorial de Huila para el período 2022-2026.
En 2021 recibió la Orden Cacique Timanco por «sus acciones o servicios a favor del departamento del Huila». Durante su trayectoria como político y Representante ha sido autor de más de 70 proyectos de ley.

## Biografía
Estudió Derecho en la Universidad Cooperativa de Colombia, de donde se graduó en el 2004. Es especialista en Derecho Constitucional y Administrativo y tiene una maestría en Derecho Administrativo, estas dos últimas obtenidas en la Universidad Externado de Colombia. Actualmente, estudia una maestría en Gestión Pública en la Universidad de Los Andes.
Incursionó a la política como Concejal de La Plata con aval del Partido Liberal en 1998. Fue diputado de la Asamblea Departamental del Huila por esta misma colectividad entre el 2002 – 2007. Fue presidente de éste órgano colegiado en el período 2003 y 2007.
Fue Secretario de Gobierno departamental durante la Gobernación de Cielo González Villa entre 2012-2013 y Gobernador de Huila en calidad de encargado por el entonces presidente de la República, Juan Manuel Santos.
Fue elegido como Representante a la Cámara por primera vez en el periodo 2018- 2022 por la circunscripción territorial del departamento del Huila y avalado por el Partido Cambio Radical y en este mismo periodo fue designado por unanimidad como presidente de la Comisión Primera Constitucional Permanente de la Cámara de Representantes para la Legislatura 2021-2022.
De forma paralela en su ejercicio como abogado, se ha desempeñado como coordinador de anti-contrabando en la Federación nacional de departamentos entre el 2013-2014, y como asesor de entidades del Estado como el extinto INCODER y de municipios del Huila como Guadalupe y Nátaga (2015 - 2016).